# Dr. Julian G. Bruce St. George Island State Park

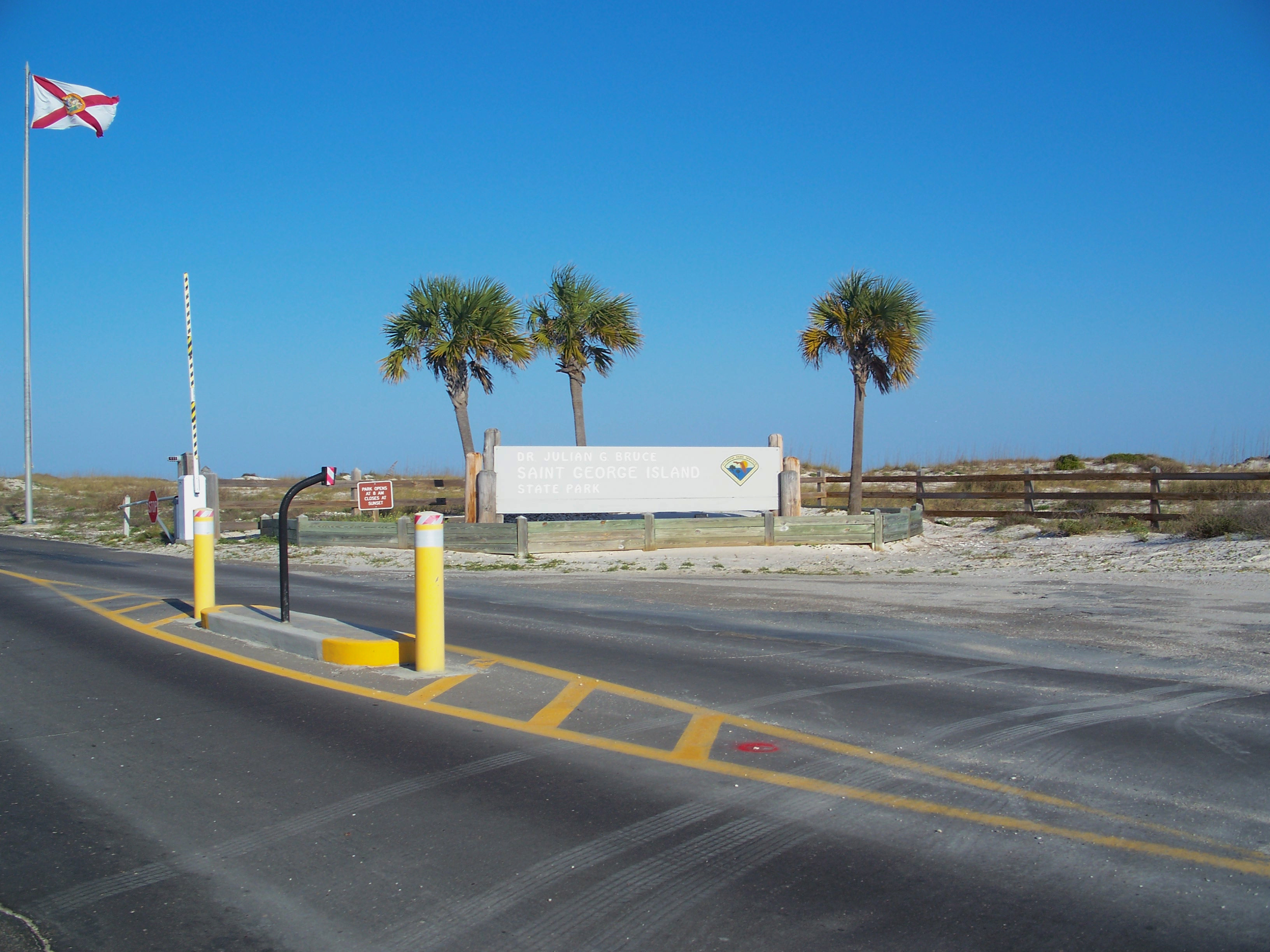
Einfahrt zum State Park

Der Dr. Julian G. Bruce St. George Island State Park, auch einfach St. George Island State Park genannt, ist ein State Park im Franklin County im US-Bundesstaat Florida.

## Geographie
Der 794 Hektar große Park liegt etwa 120 km südwestlich von Tallahassee auf der Insel St. George, einer 48 km langen, schmalen Barriereinsel. Der Park nimmt das östliche Ende der Insel ein. Die Insel ist über eine Brücke mit dem Festland verbunden und verfügt über 14 km Sandstrände zum Golf von Mexiko, von denen über sechs Kilometer durch die Parkstraße erschlossen sind. Die zwischen der Insel und dem Festland gelegene Apalachicola Bay steht als Aquatic Preserve unter Naturschutz.

## Flora und Fauna
Das Innere der Insel ist mit einem Wald aus Elliot-Kiefern und Hammocks mit dichtem Unterwuchs bewaldet, zur zwischen dem Festland und der Insel gelegenen Apalachicola Bay liegen Salzmarschen aus Schlickgras. Kleine Teiche und Gezeitenströme bieten kleinere Süßwasserlebensräume in einem sonst ariden Klima.
Aufgrund seiner Lage leben kaum Säugetiere auf der Insel, dafür kommen zahlreiche Seevögel wie Tyrannen, Braunmantel-Austernfischer, Seeregenpfeifer, Seeschwalben, Amerikascherenschnabel und Nordamerikanischer Schlammtreter vor, die an den Stränden nisten. Zur Vogelbeobachtung gelten Frühling und Herbst als beste Jahreszeiten, wenn Zugvögel wie verschiedene Waldsänger-Arten hier Rast machen.

## Geschichte

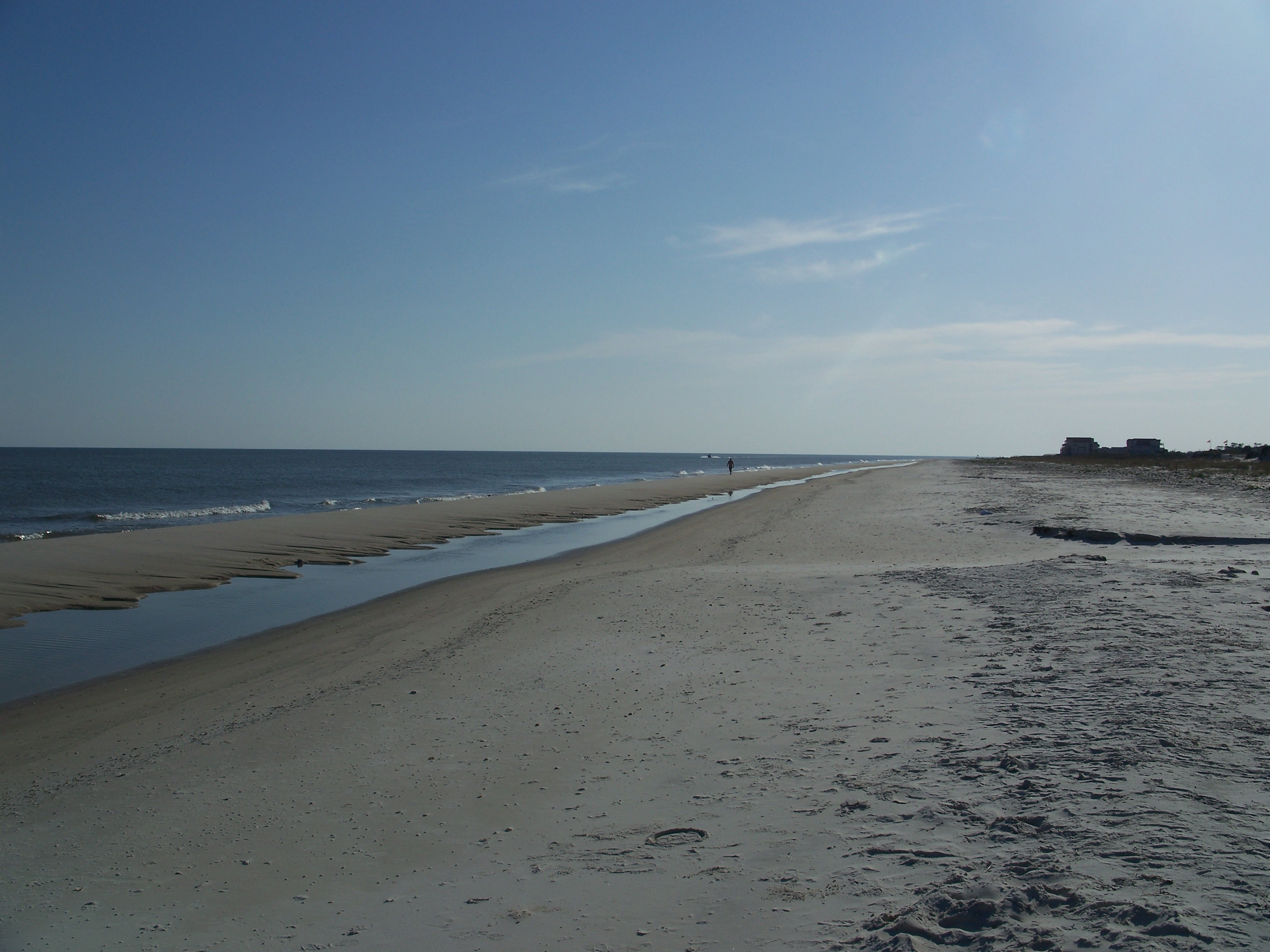
Strand im Park

Im Zweiten Weltkrieg diente das Gelände als Truppenübungsplatz. 1963 begann die Erwerbung von Land für den State Park, der 1980 eröffnet wurde. Der Park wurde nach Julian Bruce benannt, der die populären Best Beach Awards vergeben hatte. Nach Zerstörung durch Hurrikan Dennis im Oktober 2005 musste der Großteil der Parkeinrichtungen wieder aufgebaut werden. Im Jahr 2015 wurde der Strand von Stephen Leatherman alias Dr. Beach in dessen jährlichem Ranking America’s Best Beaches als drittbester Strand der USA ausgezeichnet.

## Touristische Einrichtungen
Der Besuch des Parks ist gebührenpflichtig. Der Park verfügt über einen in einem Pinienwald gelegenen Campingplatz mit 60 Stellplätzen und einen Gruppenzeltplatz für Jugendgruppen. Am Gap Point liegt ein einfacher Zeltplatz, der nur zu Fuß über den vier Kilometer langen Gap Point Trail oder per Boot erreichbar ist. An den Stränden befinden sich überdachte Picknick- und Grillplätze, an den Hauptstränden sind Kaltwasserduschen. Im Park können Kanus und Kajaks gemietet werden, an der Küste zur Apalachicola Bay liegen zwei Bootsrampen. Angler können unter anderem Plattfische, Nördliche Schnapper, Meerforellen oder gelegentlich Stachelmakrelen fangen. Beliebt ist Meeresangeln, Reste einer zerstörten Brücke dienen als Angelpier.

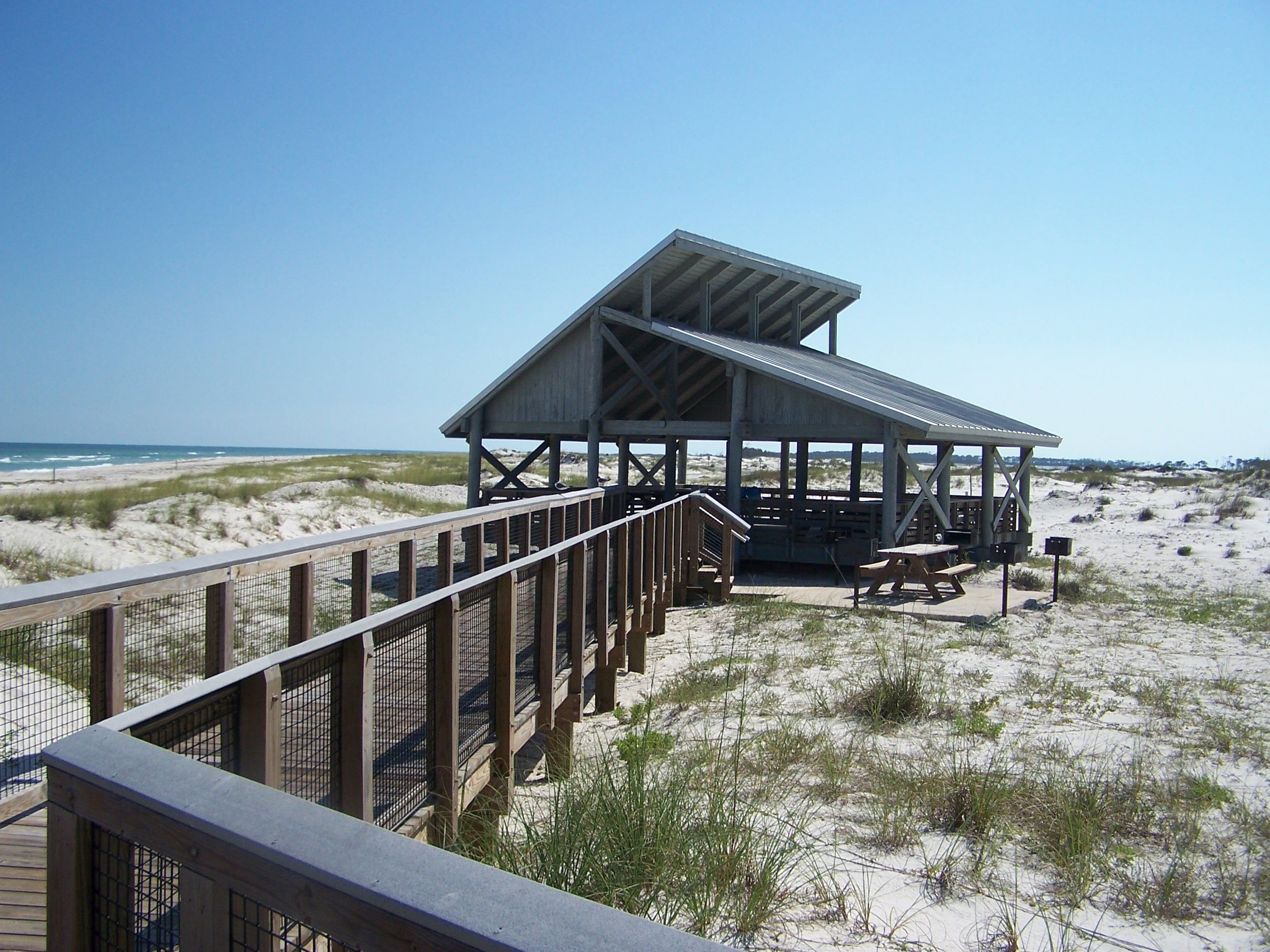
Picknickhütte im State Park